# 이규풍
이규풍(李奎豊, 1865년 ~ 1932년)은 대한제국 말기와 일제강점기 때의 독립 운동가로 만주와 시베리아 등지에서 활동하였다. 본관은 덕수이며, 이순신의 10대손이다.
일명은 이규목이며 충청남도 아산 출생이다. 만주와 시베리아를 오가면서 독립 운동에 참여했고 1909년 러시아 블라디보스토크에서 안중근, 이범윤 등과 함께 의용군을 조직해 함경북도 회령, 경원 등지에서 일본군에 맞서 싸웠다.
1919년 3.1 운동 후 경성부에서 열린 국민대회에서 박은식, 신채호 등과 함께 평정관에 선임되었고 1920년 3월 최소수, 주진수 등과 함께 중국 지린성 사오쑤이펀에서 열린 민족혁신대표자회의 참석 후 공산주의로 전향해 1926년 3월 양기탁, 송헌, 정이형, 김봉국 등과 함께 고려혁명당을 조직하였다.
후에 민족진영과 공산진영의 분열로 기능이 마비되자 다시 시베리아로 돌아가 항일 운동을 전개하였다.
1977년 건국포장이 수여되었다.